# Bourdeau
Bourdeau ist eine französische Gemeinde mit 579 Einwohnern (Stand: 1. Januar 2022) im Département Savoie in der Region Auvergne-Rhône-Alpes. Die Bewohner werden Bourdelais und Bourdelaises genannt.

## Geographie
Bourdeau liegt auf 308 m, etwa 14 Kilometer nordnordwestlich der Stadt Chambéry (Luftlinie). Das Dorf erstreckt sich im Nordwesten des Département Savoie, leicht erhöht über dem Westufer des Lac du Bourget, etwa gegenüber von Aix-les-Bains, am Fuß der Dent du Chat.
Die Fläche des 4,83 km² großen Gemeindegebiets (ohne Seeanteil) umfasst einen Abschnitt am Westufer des Lac du Bourget. Die Seeuferlinie ist rund zwei Kilometer lang, wobei die südlichen Uferpartien relativ flach, die nördlichen jedoch steil ausgeprägt sind. Vom Seeufer erstreckt sich das Gemeindeareal westwärts über den Hang von Bourdeau und den dicht bewaldeten Steilhang der Chaîne de l’Épine hinauf. Die westliche Grenze verläuft auf dem Kamm mit den schroffen Kalkfelsen der Dent du Chat (1390 m) und des Molard Noir (mit 1452 m die höchste Erhebung von Bourdeau). Im Norden liegt die Gemeindegrenze im Bereich des Col du Chat.
Nachbargemeinden von Bourdeau sind La Chapelle-du-Mont-du-Chat im Norden, Aix-les-Bains und Tresserve im Osten, Le Bourget-du-Lac im Süden sowie Saint-Paul und Saint-Jean-de-Chevelu im Westen.

## Geschichte
Die erste urkundliche Erwähnung des Ortes erfolgte um 1100 unter dem Namen Bordels. Später erschienen die Bezeichnungen Bordellis (1248), Bordex (1330) und Bourdeaulx (1568). Der Ortsname geht auf das altfranzösische Wort bordeau (Haus, kleiner Bauernhof) zurück. Seit dem Hochmittelalter war Bourdeau Mittelpunkt einer Herrschaft, die der Familie von Seyssel und den Herren von Aix gehörte, im 17. Jahrhundert zur Baronie erhoben wurde und stets unter der Oberhoheit des Hauses Savoyen stand.

## Sehenswürdigkeiten
Die Pfarrkirche Saint-Vincent, deren Ursprünge bis ins 11. Jahrhundert zurückgehen, erhielt ihre heutige Gestalt beim Neubau im 19. Jahrhundert. Ebenfalls sehenswert ist die Grotte de Lamartine.
Das Schloss Bourdeau ist ein ehemaliges Festes Haus aus dem 14. Jahrhundert, umgebaut und restauriert im 19. Jahrhundert, Es war Sitz des Seigneurs von Bourdeau. Das Anwesen ist auf einer Terrasse am Fuße des Mont du Chat am Westufer des Lac du Bourget erbaut und überragt ihn um etwa 80 Meter. Das Schloss beherrschte den Weg, der die alte Römerstraße von Chambéry (Lemencum) nach Yenne (Etana) führte.

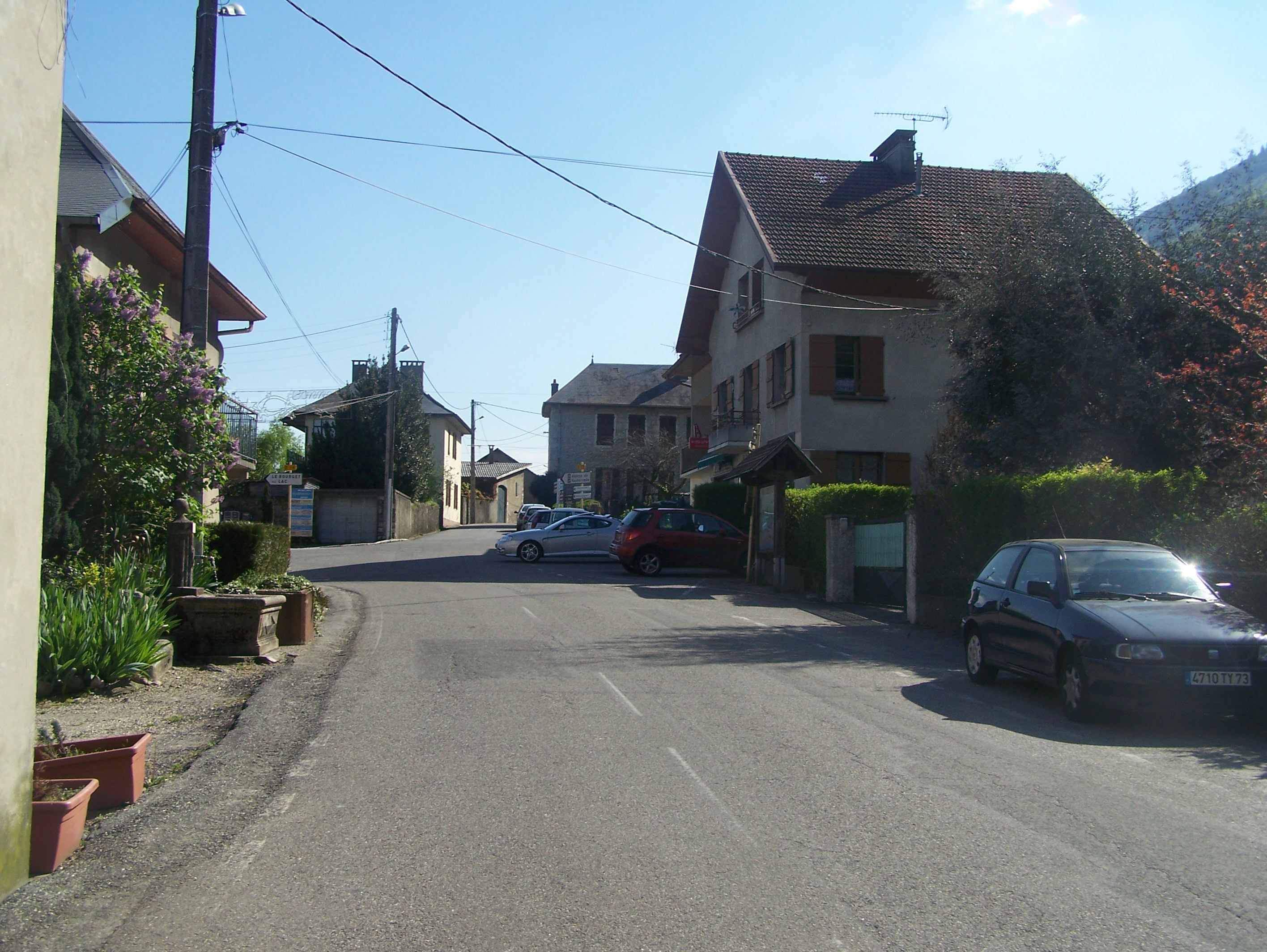
Straße im Zentrum von Bourdeau
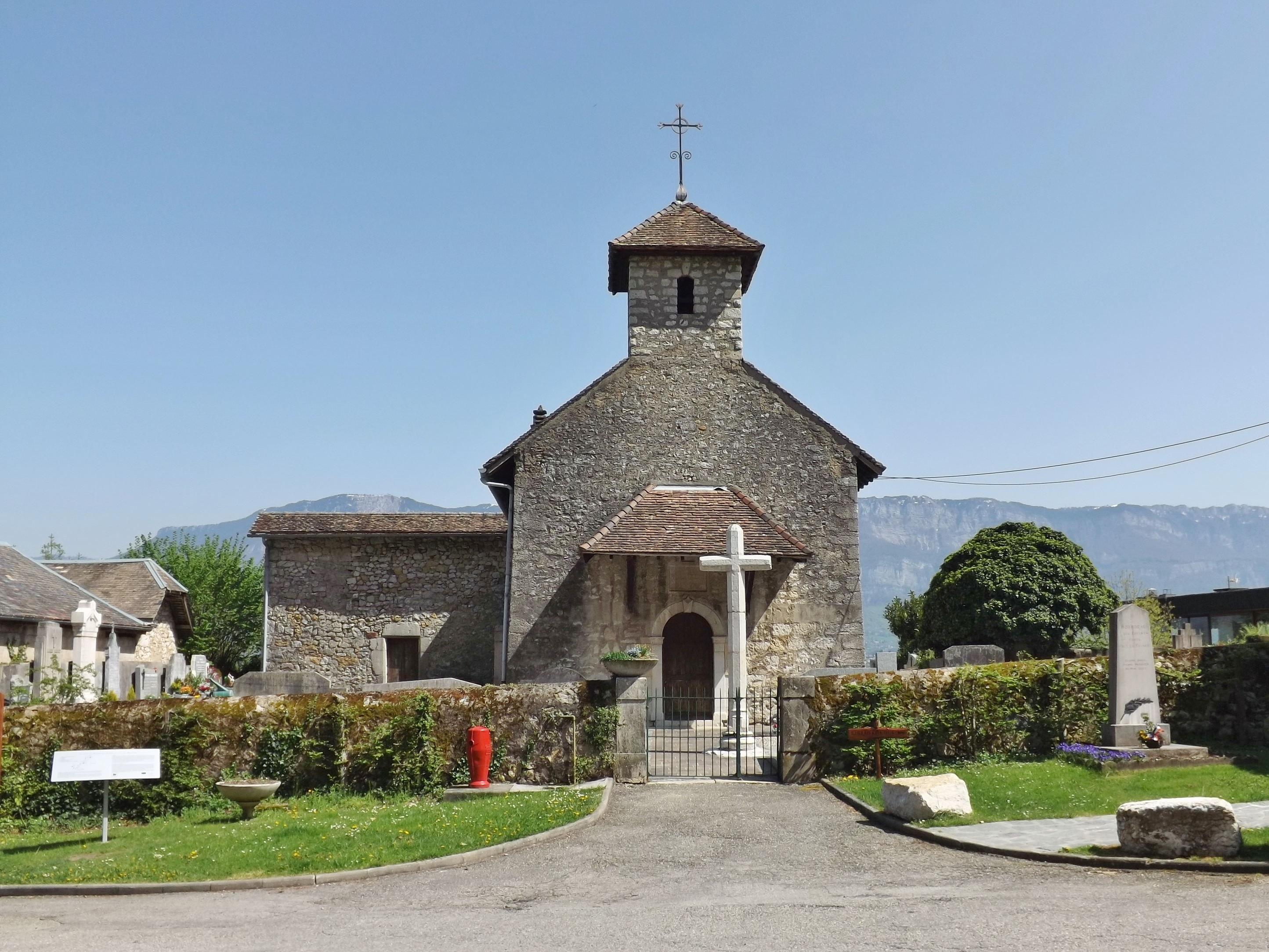
Kirche Saint-Vincent
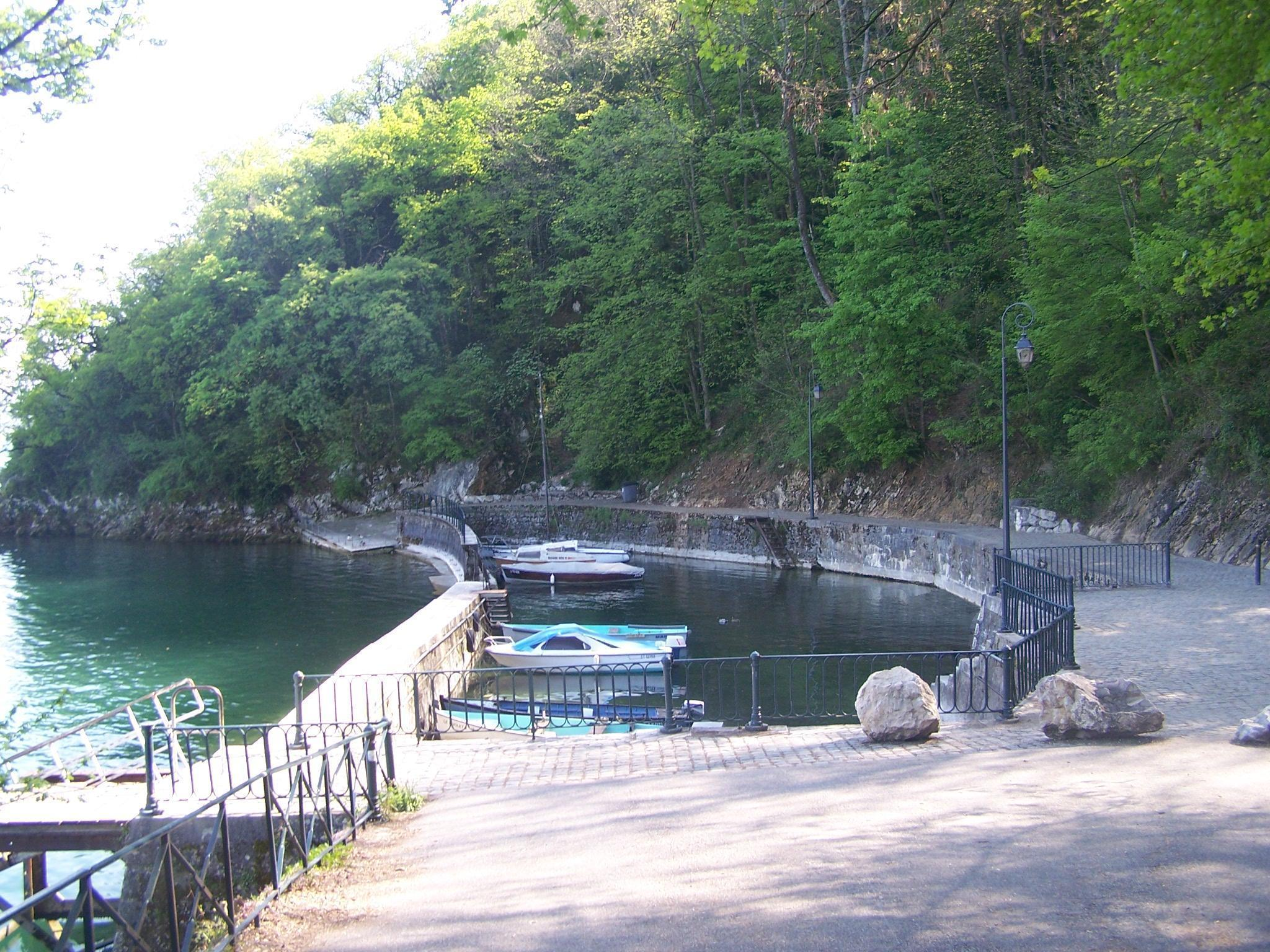
Der kleine Hafen unterhalb von Bourdeau
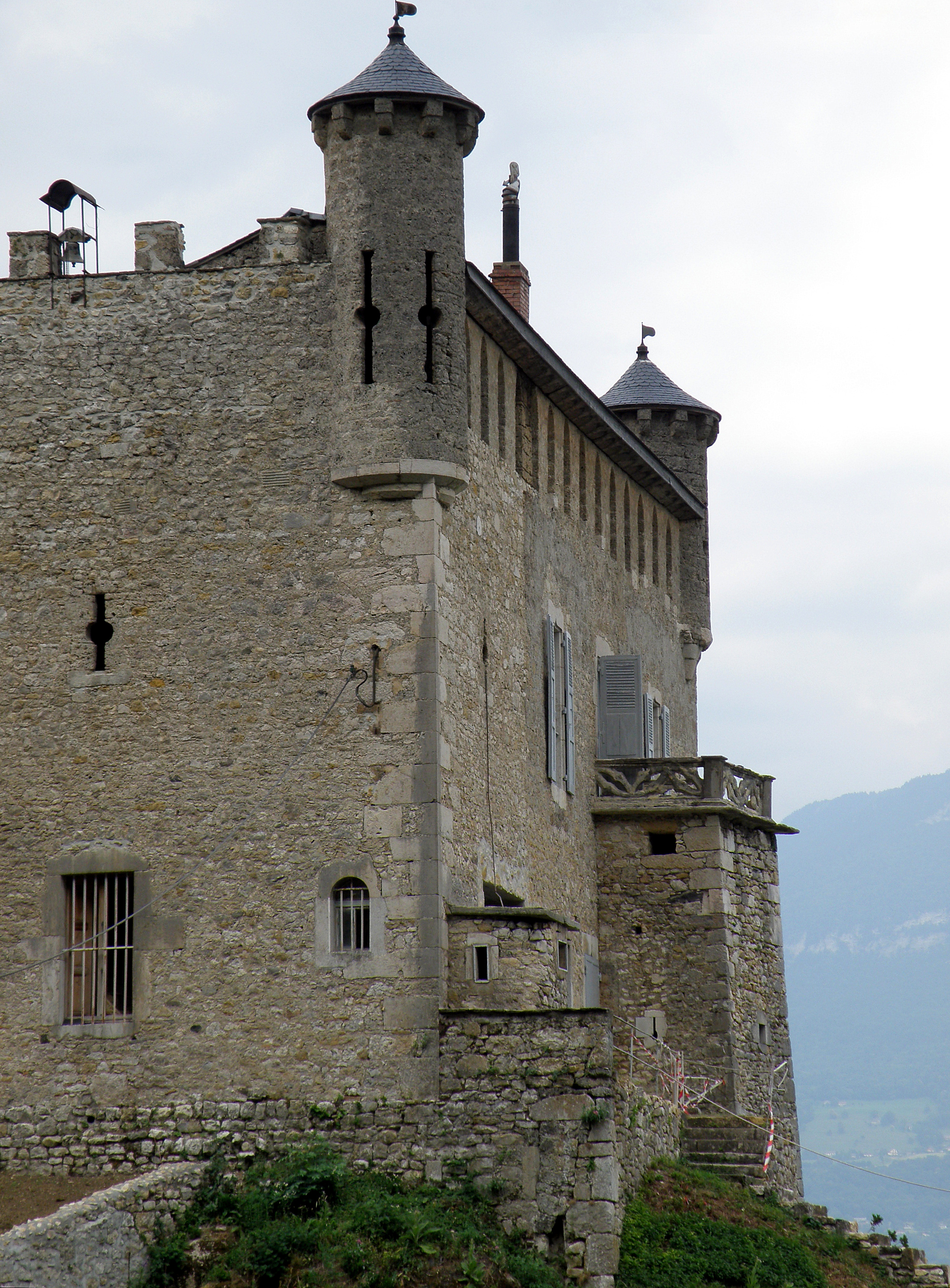
Das Château de Bourdeau am Seeufer

## Bevölkerung
| Jahr                       | 1962 | 1968 | 1975 | 1982 | 1990 | 1999 | 2006 | 2020 |
| Einwohner                  | 179  | 242  | 304  | 407  | 434  | 435  | 484  | 579  |
| Quellen: Cassini und INSEE |      |      |      |      |      |      |      |      |

Mit 579 Einwohnern (Stand 1. Januar 2022) gehört Bourdeau zu den kleinen Gemeinden des Département Savoie. Seit Beginn der 1960er Jahre wurde dank der schönen Wohnlage eine deutliche Bevölkerungszunahme verzeichnet. Außerhalb des alten Ortskerns entstanden zahlreiche Einfamilienhäuser.

## Wirtschaft und Infrastruktur
Bourdeau war bis ins 20. Jahrhundert hinein ein vorwiegend durch die Landwirtschaft und die Fischerei geprägtes Dorf. Daneben gibt es heute verschiedene Betriebe des lokalen Kleingewerbes. Mittlerweile hat sich das Dorf zu einer Wohngemeinde gewandelt. Viele Erwerbstätige sind Wegpendler, die hauptsächlich im Raum Aix-les-Bains und Chambéry ihrer Arbeit nachgehen. Dank seiner Lage am See profitiert Bourdeau auch vom Tagestourismus.
Die Ortschaft ist verkehrsmäßig gut erschlossen. Sie liegt unterhalb der Departementsstraße D1504, die als ehemalige Nationalstraße N504 von Chambéry durch den Tunnel du Chat nach Belley führt. Weitere Straßenverbindungen bestehen mit dem Col du Chat und Saint-Pierre-de-Curtille. Der nächste Anschluss an die Autobahn A 41 befindet sich in einer Entfernung von rund 11 km.